# Maniaque du contrôle
Dans le jargon lié à la psychologie, le terme maniaque du contrôle désigne un individu qui tente de déstabiliser en se basant uniquement sur l’imposition de règles personnelles envers son entourage. L’expression est utilisée pour la première fois dans les années 1970, époque où l'accent était mis sur le principe de l’indépendance de soi et le fait d’encourager les autres à suivre le même chemin.

## Psychologie de la personnalité
À travers l’étude de la psychologie de la personnalité, on découvre que certains troubles de la personnalité présentent des caractéristiques qui impliquent le besoin de se conformer ou de contrôler les autres :
- Les personnes atteintes d’un trouble de la personnalité antisociale ont tendance à faire preuve de désinvolture et d’un sentiment grandiose d’estime de soi. En raison de leurs émotions superficielles et de leur manque de remords ou d’empathie, ils sont bien placés pour escroquer et/ou manipuler les autres pour qu’ils se conforment à leurs désirs.
- Les personnes atteintes d’un trouble de la personnalité histrionique doivent être au centre de l’attention et, à leur tour, attirer les gens pour qu'ils puissent utiliser (et éventuellement se débarrasser) de leur relation.
- Les personnes atteintes d’un trouble de la personnalité narcissique ont une auto-importance exagérée, une hypersensibilité à la critique et un sens de la prétention qui les oblige à persuader les autres de se conformer à leurs demandes. Pour maintenir leur estime de soi et protéger leur « moi vulnérable », les narcissiques doivent contrôler le comportement des autres, en particulier celui de leurs enfants, considérés comme étant des extensions d’eux-mêmes.

### Vulnérabilité
Les maniaques du contrôle sont très souvent des perfectionnistes, se défendant contre leurs propres vulnérabilités intérieures qui les laissent croire que la perte totale de contrôle dans une situation pourrait provoquer l’émergence de leurs propres angoisses infantiles. Ces personnes manipulent et font pression sur les autres pour qu’ils changent afin d’éviter d’avoir à changer elles-mêmes, et utilisent leur pouvoir sur les autres pour échapper à un vide intérieur. Lorsque le cycle habituel des maniaques du contrôle est brisé, ceux-ci se retrouvent avec une terrible sensation d’impuissance, bien qu’un sentiment de douleur et de peur soit en mesure de les ramener à eux-mêmes.
Les maniaques du contrôle semblent partager quelques similitudes avec les codépendants, dans le sens où la peur de l’abandon ressentie par ces derniers puisse conduire à des tentatives de manipulation sur ceux dont ils dépendent. Pour eux, la récupération implique de reconnaître que le fait d’être un maniaque du contrôle a paradoxalement contribué à préserver la codépendance elle-même. 
En termes de théorie du type de personnalité, les maniaques du contrôle représentent en grande partie une personnalité de type A, mue par le besoin de dominer et de contrôler. Le besoin obsessionnel de contrôler les autres est également associé au trouble de la personnalité antisociale.